# Ницани, Яир
Яир Ницани (ивр. יָאִיר נִיצָּנִי‎, родился 22 августа 1958 в Беэр-Шева) — израильский музыкант, продюсер и телеведущий.

## Биография

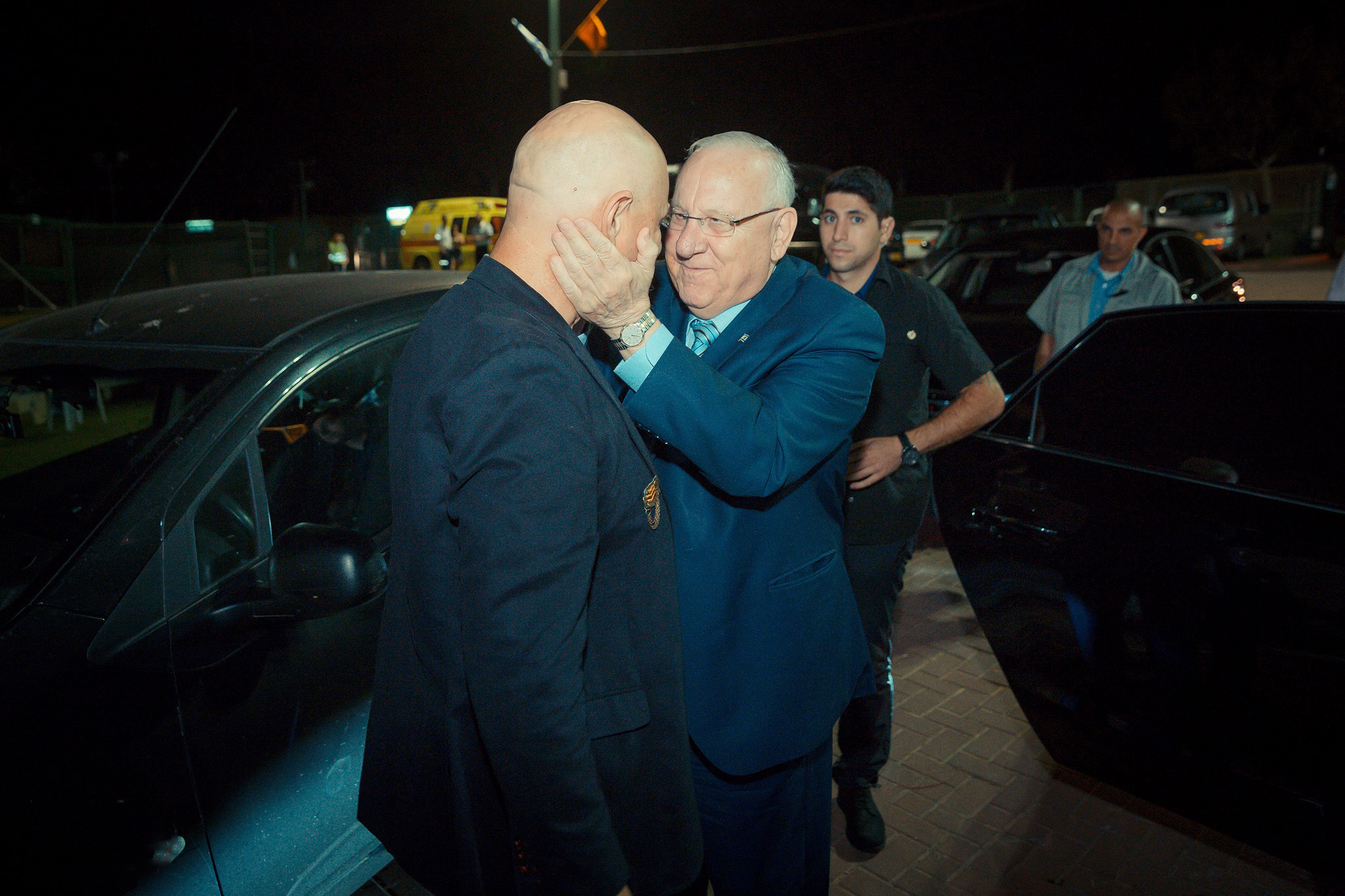
Президент Израиля Реувен Ривлин и Яир Ницани

Яир Ницани — уроженец Беэр-Шевы. Отец — уроженец Флоренции Энцо Ницани (итал. Enzo Nitzani), певец, деятель еврейской литургической музыки, автор буклета о еврейской общине Флоренции. Дед — Умберто Ницани (итал. Umberto Nitzani), врач и певец из Флоренции. Служил в Армии обороны Израиля, был ведущим на военной радиостанции «Галей Цахаль». В 1980 году стал одним из сооснователей рок-группы T-Slam, в которой был вокалистом и клавишником, а также автором песен. Ницани является автором таких песен, как «Радио Хазак» (Громкое радио), «Парцуфа Шел ха-Мдина» (Лицо страны), «Тну ли рокенрол» (Дайте мне рок-н-ролл), «Од Пгиша» (Другое свидание), «Хацавим Порхим» (Цветёт морской лук) и «Бокер Шел Кеф» (Великое утро). Его «визитной карточкой» стал приклеенный ко лбу водопроводный кран. В сольной карьере Ницани стал известен благодаря юмористическому альбому «Хашем Тамид», который считается одним из предшественников израильского хип-хопа. Одноимённая с альбомом песня стала песней года, а сам альбом получил статус золотого. Вторым хитом стала песня «Шир ха-мангаль» (Песня про мангал).
После роспуска T-Slam Ницани стал вести не только программу «Ма-Еш» (В чём дело?) с Эрезом Талем и Аври Гиладом на радио «Галей Цахаль», но и работать на израильском Втором канале и вести программу «Ха-Олам ха-Эрев» (Сегодня вечером в мире). Ницани стал известен как продюсер, открывший для израильской эстрады группу «Friends of Natasha» и певца Адама, а также ставший автором идеи сочетать песни Офры Хазы с современным битом. Он убедил Ицхара Ашдота выпустить на израильскую сцену исполнителей Galbi и Im Ninalu. Входил в совет директоров общества авторских прав Израиля «Акум». С 2002 года был консультантом в компании Comverse и советником в разработке приложения Tunewiki. С 2003 по 2005 года вёл программу «Ахорей ха-Хадашот» (Задняя сторона новостей) на канале «Израиль 10». В настоящее время является руководителем лейбла Yair Nitzani Music.
С февраля 2011 года — член жюри музыкального реалити-шоу «Кохав Нолад». Ведущий программы «Яншуфим» на 9 канале израильского кабельного телевидения, которая в 2011 и 2012 годах признавалась лучшей программой года. Ведущий культурного телевизионного еженедельника «Немного выше» на 10 канале, автор юмористической и сатирической колонки газеты «Исраэль Хайом» (Израиль сегодня).

## Дискография

### T-Slam
- 1981: Радио Хазак (Громкое радио)
- 1982: Тислэм-2 (T-Slam2)
- 1983: Ле-асфаним Билвад (Только для сборщиков)
- Запись с симфоническим оркестром Ришон-ле-Цион

### Сольная
- Хашем Тамид
- Песня о мангале
- Широ шель шафшаф (автор текста, исполняет Меир Банай)

## Фильмография
- Оригиналы (1984, режиссёр Ави Нешер)
- Язык в щеке (1989, режиссёр Игал Шилон)[7][8]
- Почётный посол (1997)[9]
- Жест (2017)[10]